# Lo Garric
Lo Garric (en francès Le Garric) és un municipi francès situat al departament del Tarn i a la regió d'Occitània.

## Demografia
| 1962                                       | 1968  | 1975  | 1982  | 1990  | 1999  | 2006  |
| ------------------------------------------ | ----- | ----- | ----- | ----- | ----- | ----- |
| 928                                        | 1.059 | 1.130 | 1.207 | 1.248 | 1.123 | 1.135 |
| Des de 1962: població sense dobles comptes |       |       |       |       |       |       |

## Administració
| Període   | Identitat       | Partit |
| --------- | --------------- | ------ |
| 1995-2008 | Robert Raffanel | PCF    |
| 2008-     | Christian Vedel | PS     |